# Vantmakeriet i Jönköping

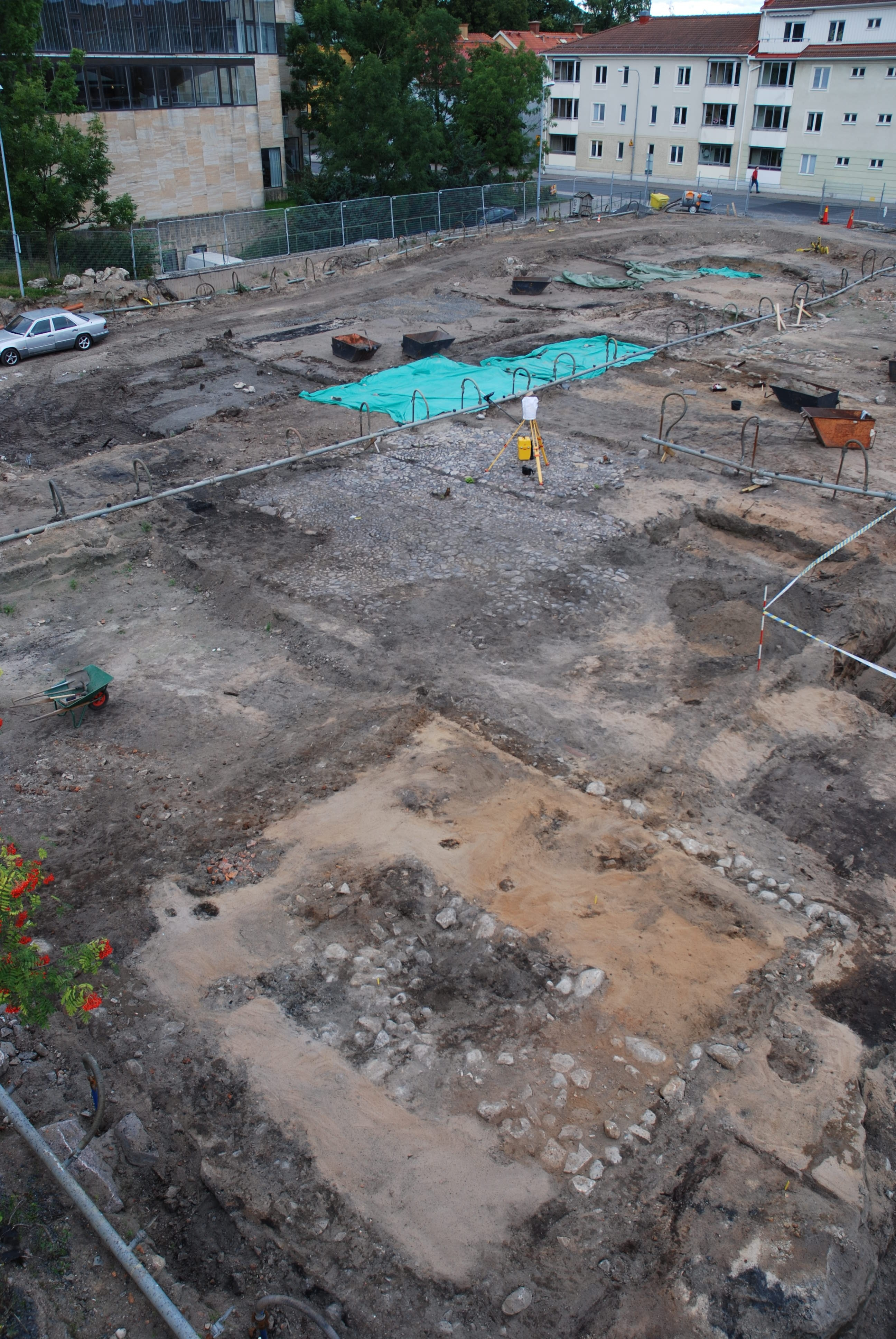
Utgrävningar i kvarteret Diplomaten i Tyska maden, där verkstäder och bostäder för tyska hantverkarna i vantmakeriet låg, 2007

Vantmakeriet i Jönköping var ett förindustriellt faktori för klädestillverkning i Jönköping. Det upprättats 1620 enligt ett kungligt plakat av Gustav II Adolf, samtidigt med inrättandet av Jönköpings gevärsfaktori för vapentillverkning. Syftet med vantmakeriet var framför allt att få fram inhemskt tillverkat yllekläde till uniformer och filtar till krigsmakten samt finare kläde till kyrkor och slott.
För att få igång tillverkningen rekryterades vävare och andra hantverkare från Tyskland. År 1621 anlände tio mästare, gesäller och familjemedlemmar till stan, sammanlagt omkring 150 personer. Bostäder och verkstäder för dessa uppfördes på Tyska maden, som omfattade ett par kvarter sydost om Torget. Denna motsvarar nuvarande kvarteret Dolken på Öster i Jönköping. Vantmakeriet var redan från början organiserat som en sammanhållen stadstillverkning, medan vapenfaktoriet inledningsvis var baserat på en bondetillverkning på landsbygden i ett stort geografiskt område och först långsamt övergick till en stadsnäring. Förutom verksamheten i själva staden fanns en valkkvarn vid Dunkehallaån och områden för blekning på dåvarande våtmarkerna mellan Munksjön och Rocksön omedelbart söder om Tyska maden, på nuvarande Kålgården.
För att få fram inhemsk ullråvara stödde Kronan också lokala schäferier omkring Jönköping. Ett sådant inrättades till exempel på Klemmestorps gård i Järstorps socken strax nordväst om Jönköping. En stor del av ullen fick dock importeras från Tyskland.
Tyska maden bestod av tomter som lades ut i den nyuppbyggda staden fram till Breda hamnen, nuvarande Östra torget. Området avgränsades norrut av Kanalgatan och västerut av nuvarande Museigatan. Söderut övergick den i ett låglänt mad- och kärrområde i bland annat kvarteret Diplomaten, som också kom att räknas som Tyska maden. Omkring 1696 var kvarteren indelade i nio respektive sju tomter, och ännu 1785 var de kvarteren indelade i nio respektive elva tomter.
Vantmakeriet upphörde med sin verksamhet i slutet av 1650-talet. 